# Mali Princ (opera)
Mali princ, Čarobna opera (енгл. The Little Prince, A Magical Opera) je opera iz dva čina koju je napisao Rakel Portman na engleski libreto Nikolasa Rajta. Opera je zasnovana na noveli Mali Princ francuskog pisca i pilota Antoana de Sent Egziperija iz 1943. godine. Mali Princ je premijerno izveden u Hjuston grand operi (енгл. Houston Grand Opera) 31. maja 2003. godine.

## Istorija
Stvaranje opere Mali Princ naručili su Ketrin i Dejvid Berg u znak sećanja na svog prijatelja Larija Pfefera. Opera je premijerno prikazana u maju 2003. godine sa Netom Irvanom u ulozi Malog Princa i Tedijem Rodesom u ulozi pilota. Nakon Hjustona, opera je imala svoje premijere u Milvokiju u pozorištu Skajlajt mjuzik i u Boston lirik operi sa Hefrejom Valterom u ulozi Malog Princa. Tokom 2004. godine, Hjuston Grand Opera je reprizirala Malog Princa. Potom je usledilo izvođenje na operskoj sceni Univerziteta u Kentakiju aprila 2005. godine, Njujorškoj operi novembra 2005. godine i u operskim kućama Tulus i Santa fe. Nekoliko godina kasnije, Opera iz San Franciska je napravila zajedničku produkciju opere u saradnji sa kućom Kel Performenses (енгл. Cal Performances). 
U Velikoj Britaniji, TV kuća BBC snimila je operu prethodno organizovavši potragu za talentovanom decom koja bi igrala uloge Princa, Ruže i hora od trideset šest vokala. Na konkursu se prijavilo preko 25.000 dece a na audiciji je pozvano preko 6.500. Televizijska emisija Blu Piter dokumentovala je potragu za pevačima i snimila je audicije i probe. Mali Princ je premijerno emitovan na BBC 27. novembra 2004. godine u 19.30 časova. 

## Uloge
| Uloge                         | Vrsta glasa                   | Premijera, 31.05.2003. (dirigent: Patrik Samers) |
| ----------------------------- | ----------------------------- | ------------------------------------------------ |
| Mali Princ                    | dečji soprano                 | Nathaniel Irvin                                  |
| Pilot                         | bariton                       | Tedi Tahu Rhodes                                 |
| Lisica                        | mecosopran                    | Marie Lenormand                                  |
| Ruža                          | soprano                       | Kristin Reiersen                                 |
| Voda                          | soprano                       | Lakuita Mitčell                                  |
| Zmija/varalica                | tenor                         | Robert Mack                                      |
| Fenjerdžija/Pijanica          | tenor                         | Scott Scully                                     |
| Trgovac                       | bariton                       | Aron Judisč                                      |
| Geograf                       | bariton                       | Itan Vatermeier                                  |
| Kralj                         | bas                           | Isus Vinograde                                   |
| Dečji hor (zvezde i ptice)    |                               |                                                  |
| Direktor                      | Direktor                      | Frančeska Zambelo                                |
| Costume and production design | Costume and production design | Maria Björnson                                   |

Za operu su potrebne dve flaute (druga pikolo), jedna oboa, dva klarineta, jedan fagot, jedna truba, jedan rog, jedan trombon, dve udaraljke i harfa. Predstava traje oko 1 sat i 35 minuta.

## Snimci
Nakon televizijskog prenosa, BBC je u saradnji sa Soni klasikom (енгл. Sony Classical) izdao dvostruki CD i DVD komplete Malog Princa u novembru 2004. godine. Nedugo po izlasku, CD se našao na top listi klasika i izdata je publikacija sa libretom i propratnim fotografijama i ilustracijama. 

## Kritike
Opera Mali Princ, Čarobna opera je imala zapažen uspeh. Čarls Vard iz Hjuston hronike (енгл. Houston Chronicle) ocenila je produkciju kao „neizmerno atraktivnom – jednostavnom, komunikativnom i sa dodirom.“ Bernard Hopland iz Njujork tajmsa napisao je da su setovi i kostimi Marije Bjernson šarmirajući i podjednako lepi a da su izvođači uspeli da ožive likove iz knjige. Pohvalu je dobila čitava produkcija, kostimi osvetljenje i set. Autor T. Medrak iz Boston heralda (енгл. Boston Herald) opisao je operu kao punu topline, mudrosti i velikodušne lirske lepote. Posebno je pohvalio i nazvao očaravajućim kostime Marije Bjernson.

## Spoljašnje veze
- The Little Prince Opera, zvanični sajt
- Production gallery Архивирано на веб-сајту  (10. јун 2020), Francesca Zambello
- The Little Prince Opera на веб-сајту  (језик: енглески), from Great Performances, season 33, episode 14, 6 April 2005
- The Little Prince: CD release, – DVD release
- Work details Архивирано на веб-сајту  (23. јануар 2020), Music Sales Group (formerly Chester Novello)
- The Little Prince на веб-сајту